# Coenosia procera
Coenosia procera este o specie de muște din genul Coenosia, familia Muscidae, descrisă de Stein în anul 1911. Conform Catalogue of Life specia Coenosia procera nu are subspecii cunoscute.